# Obritzberg-Rust
Obritzberg-Rust osztrák mezőváros Alsó-Ausztria St. Pölten-i járásában. 2024 januárjában 2346 lakosa volt. 

## Elhelyezkedése

Obritzberg-Rust a Sankt Pölten-i járásban

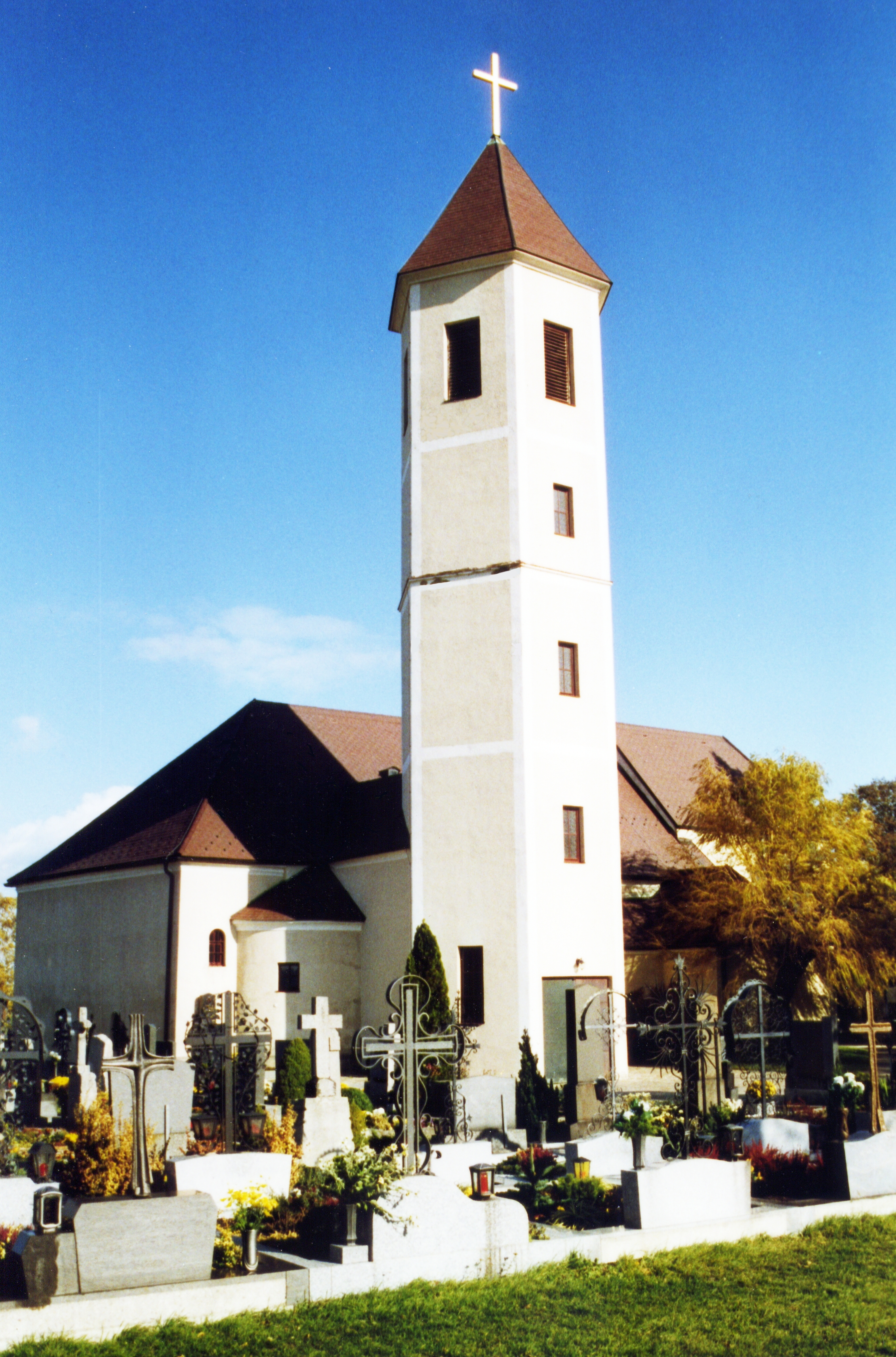
A Szt. Lőrinc-plébániatemplom

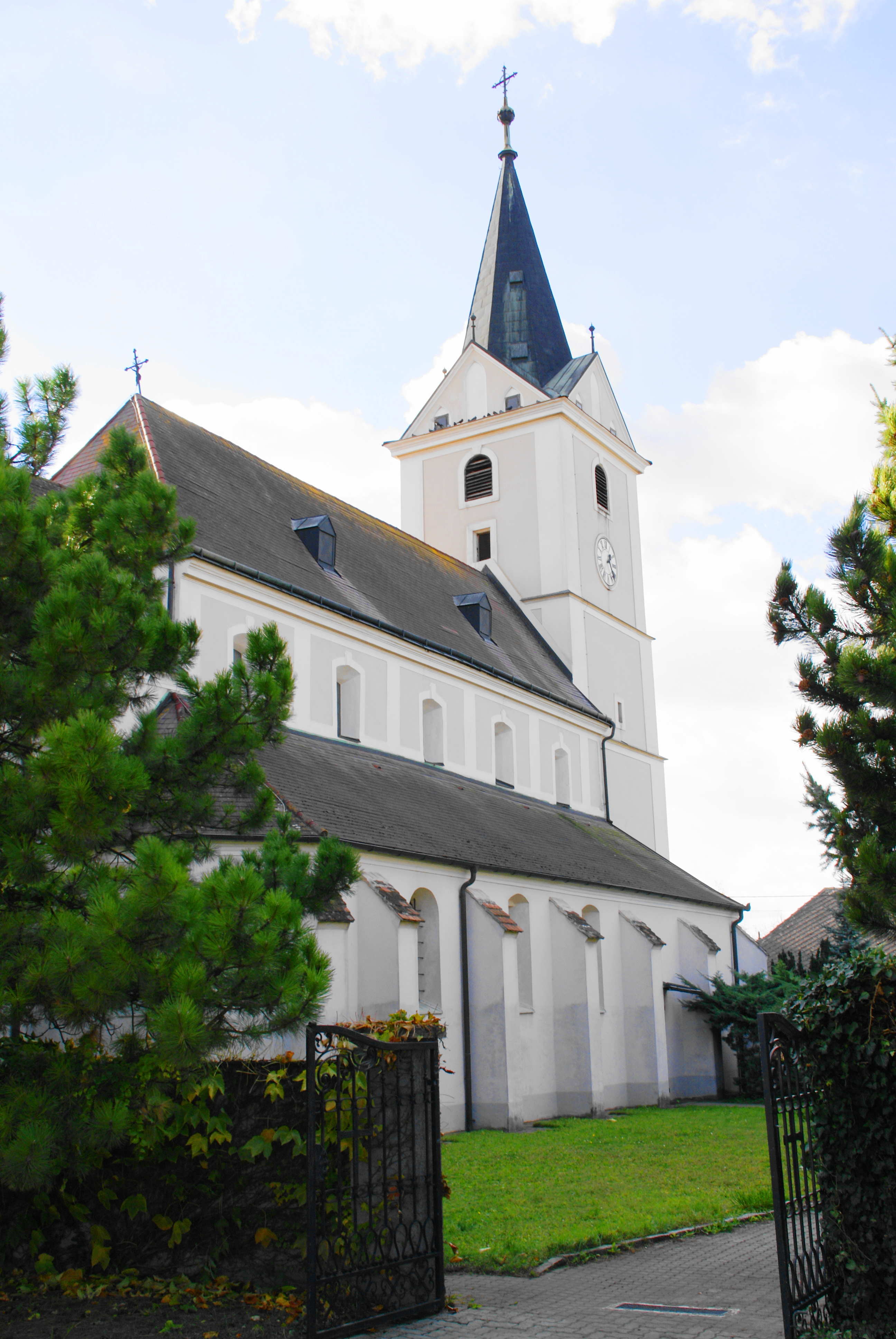
A Szeplőtelen fogantatás-plébániatemplom

Obritzberg-Rust a tartomány Mostviertel régiójában fekszik. Legfontosabb folyóvizei a Noppenbach, a Wiedenbach és a Fladnitzbach. Területének 18,4%-a erdő, 73,5% áll mezőgazdasági művelés alatt. Az önkormányzat 25 települést egyesít: Angern (51 lakos 2024-ben), Diendorf (45), Doppel (13), Eitzendorf (34), Flinsdorf (63), Fugging (92), Greiling (54), Großhain (166), Großrust (440), Grünz (92), Heinigstetten (26), Hofstetten (24), Kleinhain (172), Kleinrust (127), Landhausen (42), Mittermerking (16), Neustift (77), Obermerking (56), Obritzberg (302), Pfaffing (50), Schweinern (146), Thallern (39), Untermerking (55), Winzing (20) és Zagging (144).
A környező önkormányzatok: északra Wölbling, északkeletre Statzendorf, keletre Herzogenburg, délre Sankt Pölten, délnyugatra Karlstetten, nyugatra Dunkelsteinerwald.

## Története
Obritzberg várát 888-ban alapították; 1100-ban a Kuenring család kezére került. A település nevét 1151-ben említik először, templomát is a 12. század közepén alapították. Jasomirgott Henrik osztrák őrgróf felállította a templomdombon az ún. "szabadság kövét", amelynél - fizetség ellenében - egy napra a templominak megfelelő védettséget lehetett kapni bármilyen üldöztetéssel szemben. 
Bécs 1529-es ostromakor a lakosság a várba menekült, amely ellenállt a török portyázók támadásának. A harmincéves háború alatt a császári csapatok fosztogattak, Bécs 1683-as ostroma idején pedig a törökök felégették a falut és a templomot. 
1791-ben kútfúrás közben széntelérre bukkantak, a bányászatot azonban hamar beszüntették, mivel túl költségesnek bizonyult. Az itteni kvarchomokot viszont a viehofeni császári tükörgyárban használták fel. A falu 1833-ban leégett. 1850-ben megalakult Obritzberg községi önkormányzata, amely 1883-ban Obritzberg és Kleinrust községekre vált szét. A második világháború utolsó napjaiban heves harcok dúltak Obritzberg körül, a templom tornyát is szétlőtték.
1967-ben Obritzberg és Kleinrust községek ismét egyesültek, 1971-ben pedig Hain község is csatlakozott az önkormányzathoz, amelyet 2004-ben mezővárosi rangra emeltek.

## Lakosság
Az obritzberg-rusti önkormányzat területén 2024 januárjában 2346 fő élt. Lakosságszáma 1869 óta 2200-2300 körül ingadozik. 2022-ben az ittlakók 94,2%-a volt osztrák állampolgár; a külföldiek közül 1% a régi (2004 előtti), 2,7% az új EU-tagállamokból érkezett. 0,6% a volt Jugoszlávia (Horvátország és Szlovénia kivételével) vagy Törökország; 1,5% egyéb ország polgára volt. 2001-ben a lakosok 92,4%-a római katolikusnak, 0,6% evangélikusnak, 0,2% ortodoxnak, 2,2% mohamedánnak, 3,1% pedig felekezeten kívülinek vallotta magát. Ugyanekkor egy magyar élt a mezővárosban; a legnagyobb nemzetiségi csoportot a németek (96%) mellett a törökök alkották 1,6%-kal. 
A népesség változása:

| 2016 | 2 319 |
| 2018 | 2 342 |

## Látnivalók
- az obritzbergi Szt. Lőrinc-plébániatemplom
- a großrusti Szt. György-templom
- a kleinhaini Szeplőtelen fogantatás-plébániatemplom
- a zaggingi kastély romjai

## Fordítás
- Ez a szócikk részben vagy egészben  az   Obritzberg-Rust című német Wikipédia-szócikk ezen változatának fordításán alapul.  Az eredeti cikk szerkesztőit annak laptörténete sorolja fel. Ez a jelzés csupán a megfogalmazás eredetét és a szerzői jogokat jelzi, nem szolgál a cikkben szereplő információk forrásmegjelöléseként.